# فيليب يانسن
فيليب يانسن (بالهولندية: Pieter Philippus Jansen) (و. 1902 – 1982 م) هو مصمم إنشائي، من مملكة هولندا، توفي عن عمر يناهز 80 عاماً.